# Dolakha
Der Distrikt Dolakha (auch Dolkha; Nepali दोलखा जिल्ला) ist einer von 77 Distrikten in Nepal und gehört seit der Verfassung von 2015 zur Provinz Bagmati.

## Geschichte
Bis 2015 gehörte der Distrikt zur Verwaltungszone Janakpur.

## Geographie
Dolakha liegt östlich von Kathmandu.
Im Nordosten des Distriktes befindet sich der bekannte Himalayagipfel des Gaurishankars.

## Einwohner
Bei der Volkszählung 2001 hatte der Distrikt 204.229 Einwohner; 2011 waren es 186.557.

## Verwaltungsgliederung
Städte im Distrikt Dolakha:
- Bhimeshwar
- Jiri

Gaunpalikas (Landgemeinden):
- Kalinchok
- Melung
- Bigu
- Gaurishankar
- Baiteshwor
- Sailung
- Tamakoshi

Bis zum Jahr 2017 wurde der Distrikt in die folgenden Village Development Committees (VDCs) unterteilt:
- Alampu
- Babare
- Bhedapu
- Bhirkot
- Bhusapheda
- Bigu
- Bocha
- Bulung
- Chankhu
- Chhetrapa
- Chilankha
- Chyama
- Dadhpokhari
- Dandakharka
- Gairimudi
- Gauri Shankar
- Ghyang Sukathokar
- Hawa
- Japhe
- Jhule
- Jhyaku
- Jugu
- Kabhre
- Kalingchok
- Katakuti
- Khare
- Khupachagu
- Laduk
- Lakuri Danda
- Lamabagar
- Lamidanda
- Lapilang
- Magapauwa
- Malu
- Marbu
- Melung
- Mirge
- Namdu
- Orang
- Pawati
- Sahare
- Sailungeswar
- Sunakhani
- Sundrawati
- Sureti
- Susma Chhemawati
- Syama